# PZL P.1
A PZL P.1 egy lengyel egyszemélyes vadászrepülőgép, amelyet 1929-ben építettek a PZL repülőgépgyárban. Csak két repülőképes prototípusa készült, sorozatban nem gyártották. A PZL P jelű vadászrepülőgép-sorozatának első tagja.

## Története
A PZL P.1 vadászrepülőgép Zygmunt Puławski lengyel repülőgép tervező első önálló gépe, egyúttal a PZL első saját tervezésű repülőgépe a korábban gyártott licenc-változatok után. Puławski a franciaországi Breguet vállalatnál töltött szakmai gyakorlat után hazatérve, a  franciaországi tapasztalati alapján látott hozzá a teljesen fémépítésű repülőgép tervezéséhez. A gép kifejlesztésére a lengyel hadsereg főparancsnoksága adott megbízást, ezzel a típussal tervezték leváltani a Spad–61C1 vadászrepülőgépeket. A tervek már 1928-ban elkészültek, az  első két prototípus 1929 augusztusában készült el. Ezek közül az egyiket a földi statikai próbákhoz használták, a PZL P.1/I típusjelű prototípussal pedig repülési teszteket végeztek. A gép az első repülése során megsérült, de a kijavítását követően szeptemberben folytatták vele a repüléseket. A repülési próbák során előjött hibák alapján építették meg a második, PZL P.1/II típusjelű javított prototípust, amely 1930 márciusában repült.  Az SP–ADO polgári lajstromjelet kapott gép még abban az évben részt vett Bukarestben egy nemzetközi repülőgép bemutatón, ahol komoly nemzetközi elismerést váltott ki. Ezt követően több európai országban is bemutatták. A sikeres nemzetközi szereplés ellenére mégsem kezdték el a sorozatgyártását, mert a motor megbízhatóságával problémák adódtak. Így a P.1 helyett az akkor már sorozatgyártásra alkalmas PWS–10 vadászrepülőgépet kezdték el gyártani. Puławski eközben egy csillagmotoros vadászrepülőgép tervein is dolgozott. A P.6 prototípusból kifejlesztett PZL P.7, majd később a PZL P.11 vadászrepülőgépeket a PZL sorozatban gyártotta és az 1930-tól a Lengyel Légierő alapvető vadász-típusai voltak. A második prototípus törzsét a PZL átadta a varsói Műszaki Múzeumnak.

## Szerkezeti kialakítása és műszaki jellemzői
A P.1 kialakításában és elrendezésében már magán viselte Puławski P-sorozatának jellegzetességeit, így a leginkább szembetűnő, Puławski-szárnynak is nevezett tört sirály-szárnyat. A P.1 felsőszárnyas elrendezésű, a szárnyak alsó dúcokkal merevítettek.  A törzs rácsszerkezetű, dural  lemezborítással. A gép egyszemélyes pilótafülkéje nyitott. A sirály-szárnyaknak köszönhetően a korábbi felsőszárnyas típusokhoz viszonyítva lényegesen jobb volt a kilátás előre. A gépre egy folyadékhűtésű, V12 hengerelrendezésű, 476 kW-os (639 LE) Hispano-Suiza 12Lb motort építettek. A hűtőradiátor a törzs alatt, a futómű szárai között kapott helyet. Fegyverzetét kettő db 7,7 mm-es Vickers géppuska alkotta.

## Műszaki adatai
Tömeg- és méretadatok
- Hossz: 6,98 m
- Magasság: 2,96 m
- Fesztáv: 10,85 m
- Szárnyfelület: 19,50 m²
- Üres tömeg: 1118 kg
- Felszálló tömeg: 1580 kg

Motor
- Száma: 1 db
- Típusa: Hispano-Suiza 12Lb
- Teljesítménye: 639 Le

Repülési adatok
- Legnagyobb sebesség: 302 km/h
- Utazósebesség: 260 km/h
- Leszálló sebesség: 104 km/h
- Emelkedő képesség: 6 m/s
- Hatósugár 600 km
- Szolgálati csúcsmagasság: 8000 m